# Leonide

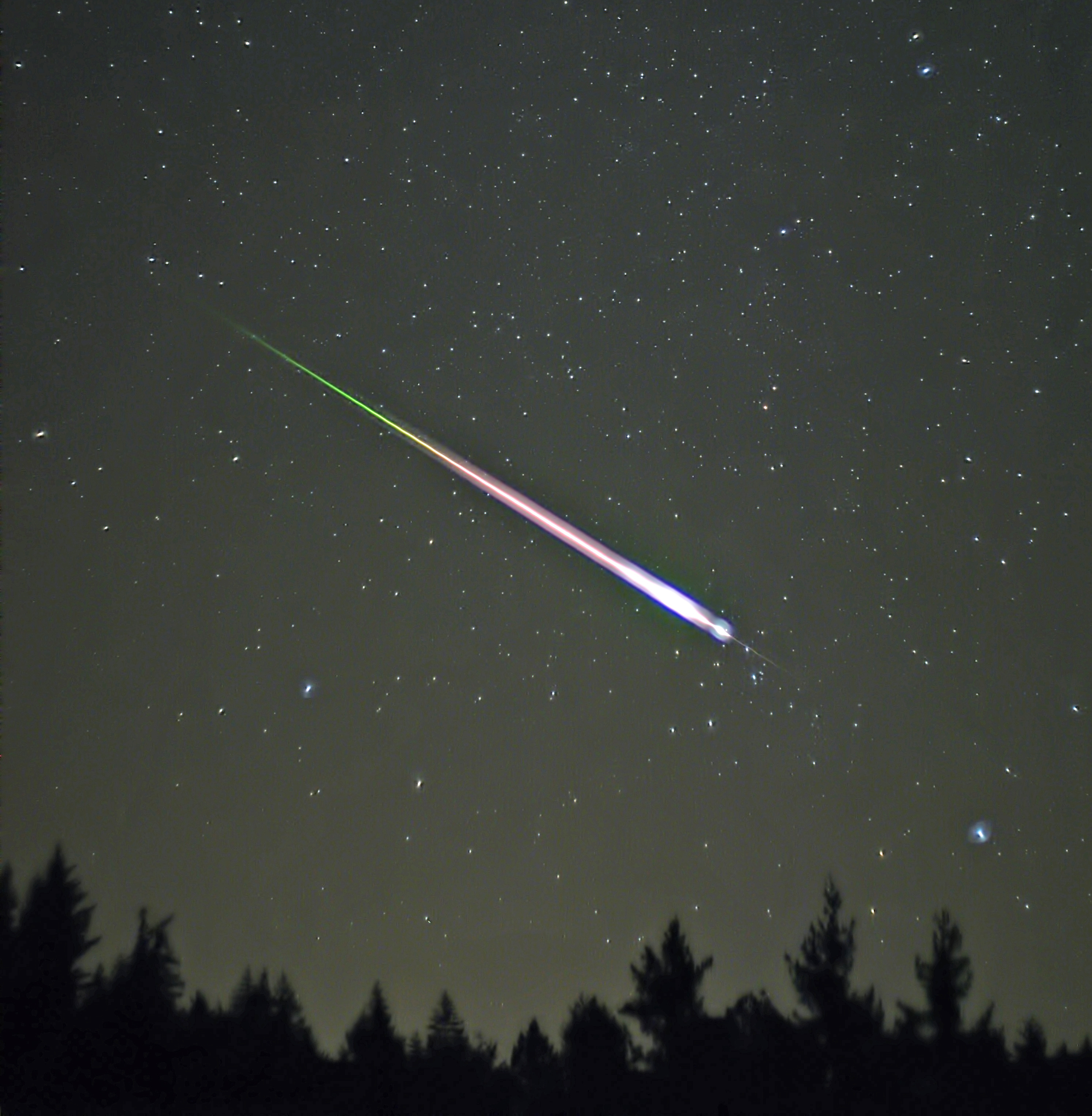
Leonidă în timpul vârfului din noiembrie 2009.

Leonidele sunt un roi de meteori care se poate observa în general în jurul datei de 17 noiembrie.
Leonidele se formeză prin trecerea cometei Tempel-Tuttle care are o perioadă de 33 de ani. 

## Observare
La fiecare trecere, cometa lasă o dâră de resturi pietroase care formează un roi pe care-l traversează Pământul în fiecare an, în apropierea lunii noiembrie. Radiantul fiind situat în constelația Leul, această ploaie de meteori a fost denumită „Leonide”.
Influența cometei părinte asupra ploii de meteori este, prin urmare, importantă. Se asistă astfel la adevărate ploi cu meteoriți când cometa tocmai a trecut. Astfel de situații au fost observate în anii 1966, apoi în 1999. Dat fiind timpul pe care roiul l-a petrecut pentru a se dispera, au putut fi observați mulți meteori și în anii care au urmat, în 2000, 2001, 2002 și 2003.
Următoarea mare ploaie de meteori este, prin urmare, anunțată pentru anul 2032. La acea dată, cometa va trece foarte aproape de Terra.

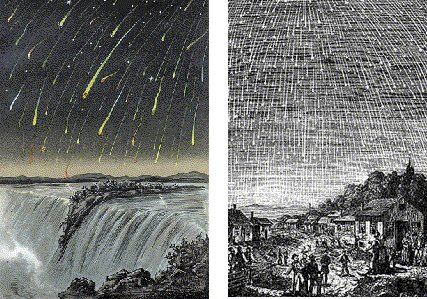
Reprezentări ale Leonidelor în secolul al XIX-lea.